# 倚儿将逊台吉
倚儿将逊台吉（16世纪—1588年），孛儿只斤氏。16世纪蒙古右翼土默特部領主，达延汗第三子巴尔斯博罗特之孙，俺答汗的第九子，母亲是三娘子。
万历九年（1581年），明神宗封他为百户，后来升任为武略将军。与明朝互市于山西大同各个市口，倚儿将逊台吉在万历十六年（1588年）去世，没有后嗣。 